# Eugène Delaplanche
Pour les articles homonymes, voir Delaplanche.
Eugène Delaplanche (1836-1891) est un sculpteur français, Prix de Rome en 1864.

## Biographie
Élève de Francisque Duret à l'École des beaux-arts de Paris, Eugène Delaplanche obtient en 1864 le prix de Rome en sculpture avec Ulysse bandant l'arc que les prétendants n'ont pu ployer  et devient pensionnaire de la villa Médicis à Rome de 1865 à 1867.
Il présente ensuite des œuvres réalisées au cours de son séjour à Rome. Auparavant, il avait remporté un second prix en 1858 (Achille saisissant ses armes) et exposé au salon de 1861 un buste de jeune fille.
Il obtient des médailles aux Salons de 1866, 1868 et 1870 et la médaille d'honneur au Salon de 1878.
Il est nommé chevalier de la Légion d'honneur en 1876 puis promu officier en 1886, et est professeur à l'école des beaux-arts de Paris de 1886 à 1891.
Il meurt à son domicile dans le 6e arrondissement de Paris le 10 janvier 1891.
Il est enterré à Paris au cimetière du Père-Lachaise à Paris (96e division).

## Œuvres dans les collections publiques
- Albert, basilique Notre-Dame de Brebières : La Madone aux brebis, statue en marbre de Carrare. Œuvre détruite pendant la Première Guerre mondiale.
- Angers, musée des beaux-arts : L'Aurore, allégorie[5].
- Bordeaux, Cathédrale Saint-André : tombeau de Ferdinand François Auguste Donnet, cardinal archevêque de Bordeaux[6]
- Boulogne-sur-Mer, basilique Notre-Dame-de-l'Immaculée-Conception : 
  - Les Anges, paire de porte-luminaires, fonte, bronze et verre opalin, 4e quart du XIXe siècle[7] ;
  - Cénotaphe de monseigneur Haffreingue, vergelé et bois, 1874. Cette œuvre lui vaudra la croix de la Légion d'honneur[8] ;
  - Vierge à l'Enfant, dite Notre-Dame de Boulogne, groupe en chêne. Statue inachevée par Louis Duthoit (mort en 1874), achevée en 1875 par Eugène Delaplanche[9] ;
  - Anges, plâtre, 1875 ;
  - Saint Joseph, marbre, vers 1875[10] ;
  - Retable, marbre et plâtre, 1876-1877. Eugène Delaplanche n'est pas l'auteur des cariatides[11] ;
  - L'Apparition du Sacré-Cœur à sainte Marguerite-Marie Alacoque, marbre, 1878[12].
- Caen, place de la République : Monument à Daniel-François-Esprit Auber, 1883[13].
- Compiègne, musée Antoine Vivenel :
  - Allégorie de l'Air, bronze[14] ;
  - Allégorie de l'Eau, bronze[15].
- Marseille, Palais des Arts, escalier d'honneur de l'ancienne bibliothèque : Enfant monté sur une tortue, 1866, bronze[16].
- Montpellier, musée Fabre : Message d'amour, 1874, marbre[17].
- Le Puy-en-Velay, musée Crozatier : Étude d'une tête de moine, vers 1870, marbre[18].
- Paulhan, église Sainte-Croix : Sainte Agnès, 1873[19].
- Paris :
  - musée d'Orsay :
    - Vierge au lys, 1878, marbre[20] ;
    - L'Afrique, 1878, fonte de fer (autrefois dorée), sur le parvis du musée[21], qui ornait initialement le palais du Trocadéro au sein de la série des Six Continents ;
    - Ève après le péché, 1869, marbre[22] ;
    - Ève avant le péché, vers 1891, marbre[23] ;
    - Madame Delaplanche, 1883, buste en marbre[24].

  - square Samuel-Rousseau : L'Éducation maternelle, 1875.
- Saint-Michel, cimetière : Mausolée de la famille Savart', 1882[25].
- Suresnes, cimetière Carnot : Ernest Bazin, 1872, buste en bronze[26].

Œuvres d'Eugène Delaplanche
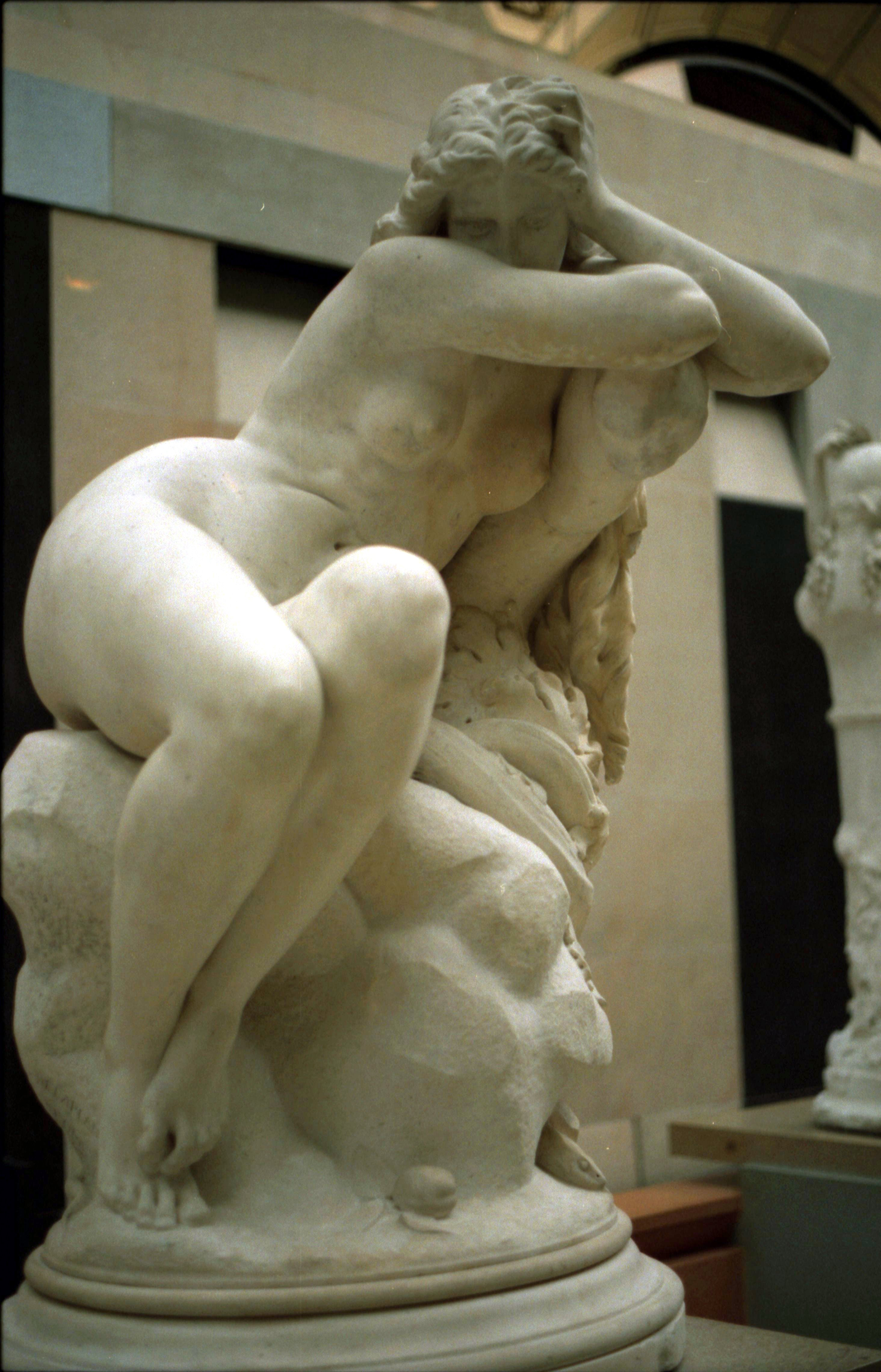
Ève après le péché (1869), Paris, musée d'Orsay.
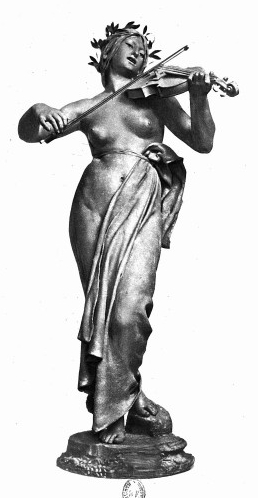
La Musique (1870), Paris, opéra Garnier.
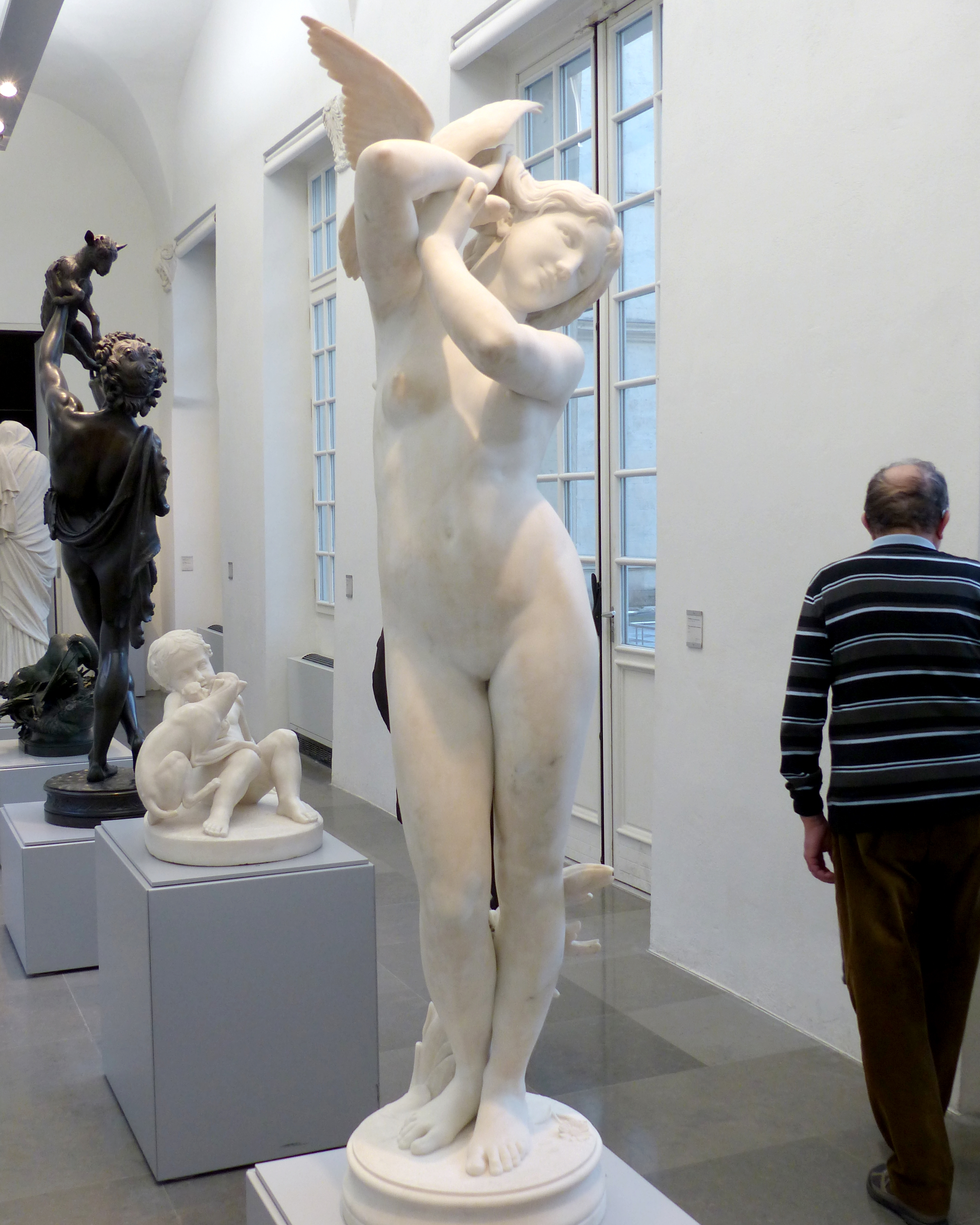
Message d'amour (1874), Montpellier, musée Fabre.
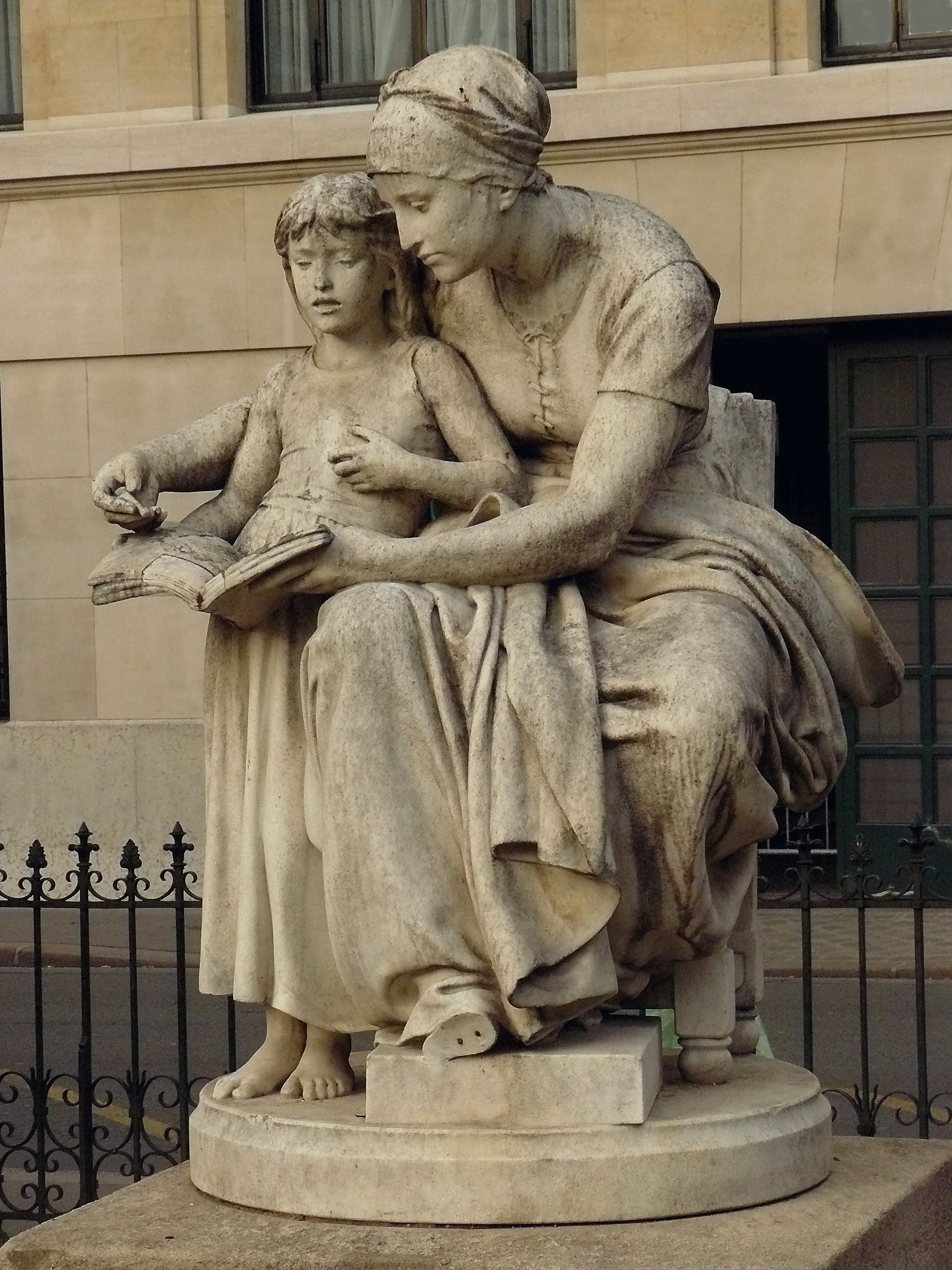
L'Éducation maternelle (1875), Paris, square Samuel-Rousseau.
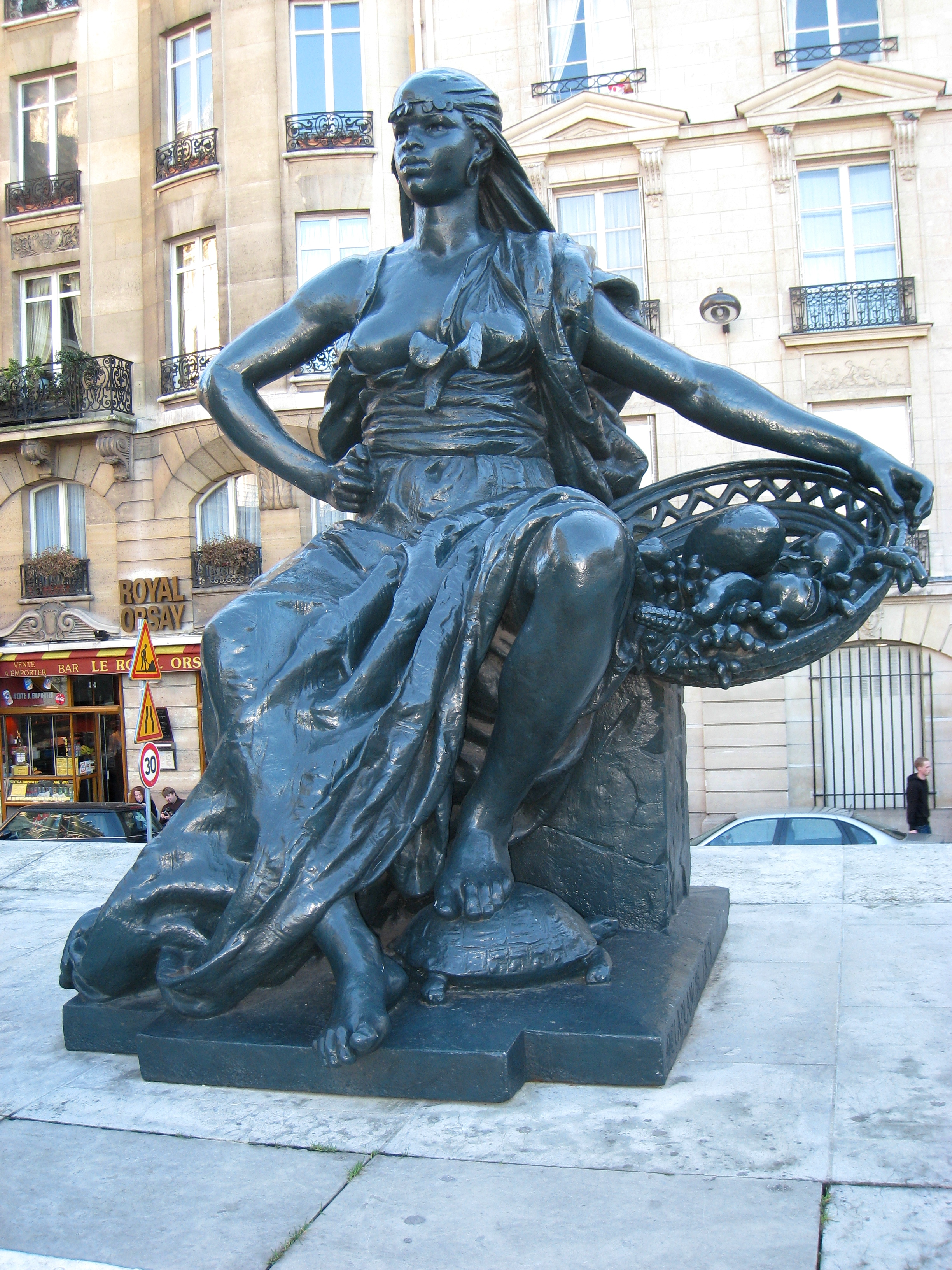
L'Afrique (1878), Paris, musée d'Orsay, parvis.
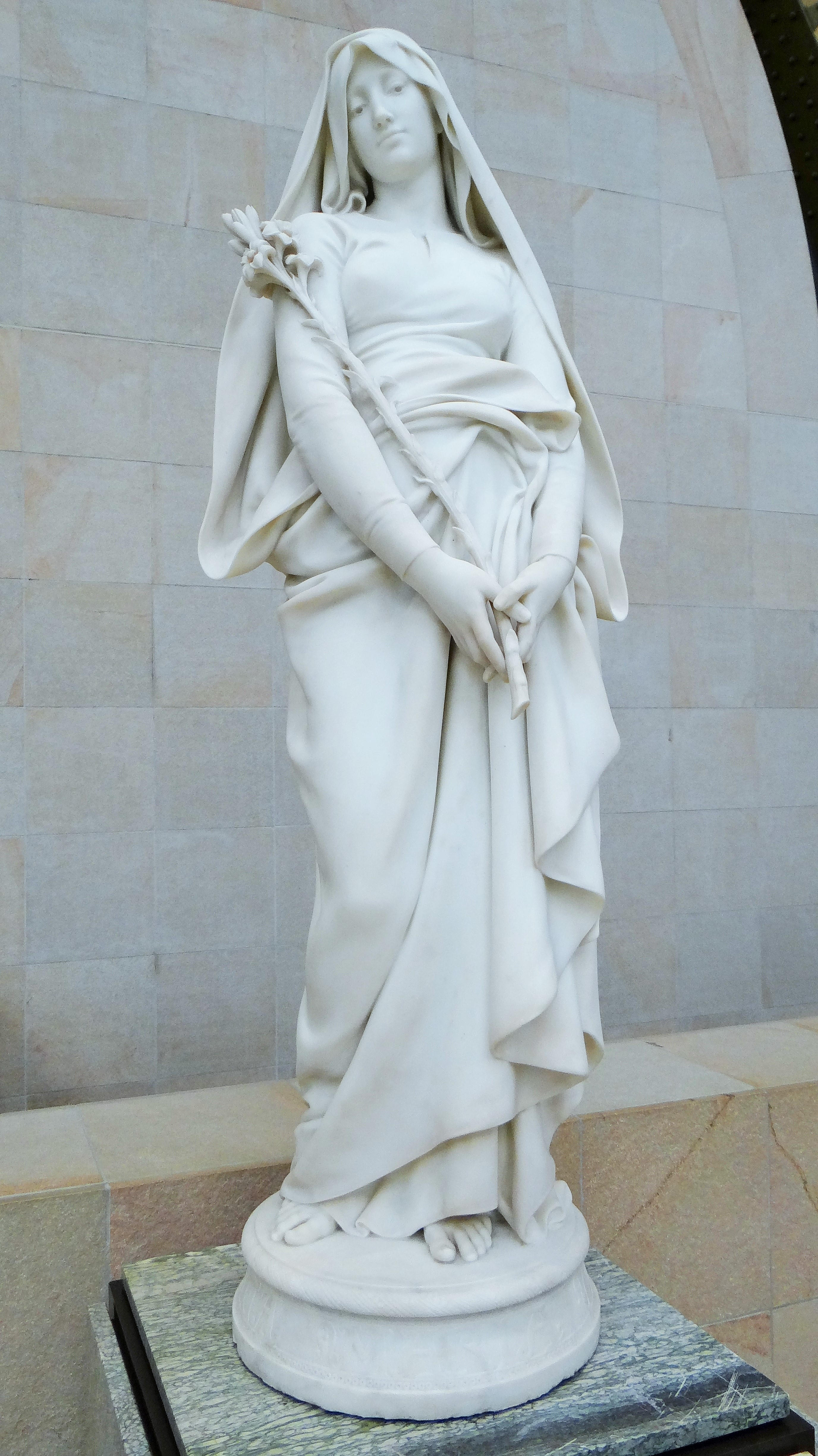
La Vierge au Lys (1878), Paris, musée d'Orsay.
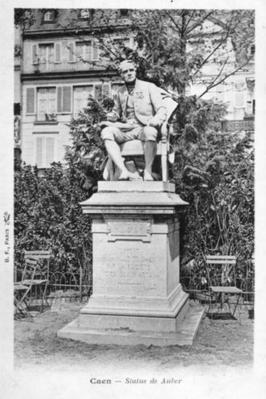
Monument à Daniel-François-Esprit Auber (1883), Caen, square de la place de la République.
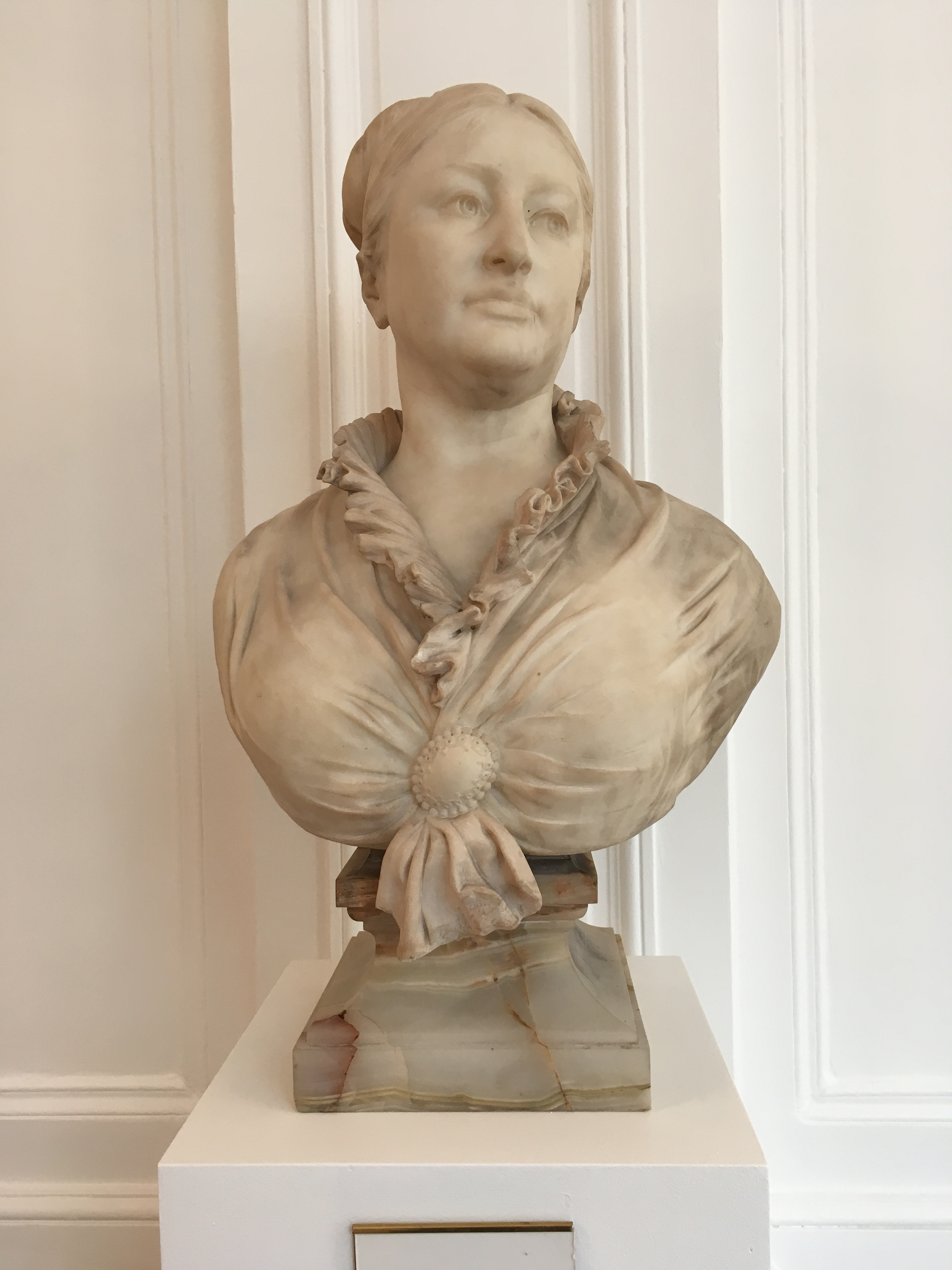
Madame Delaplanche (1883), Paris, musée d'Orsay.
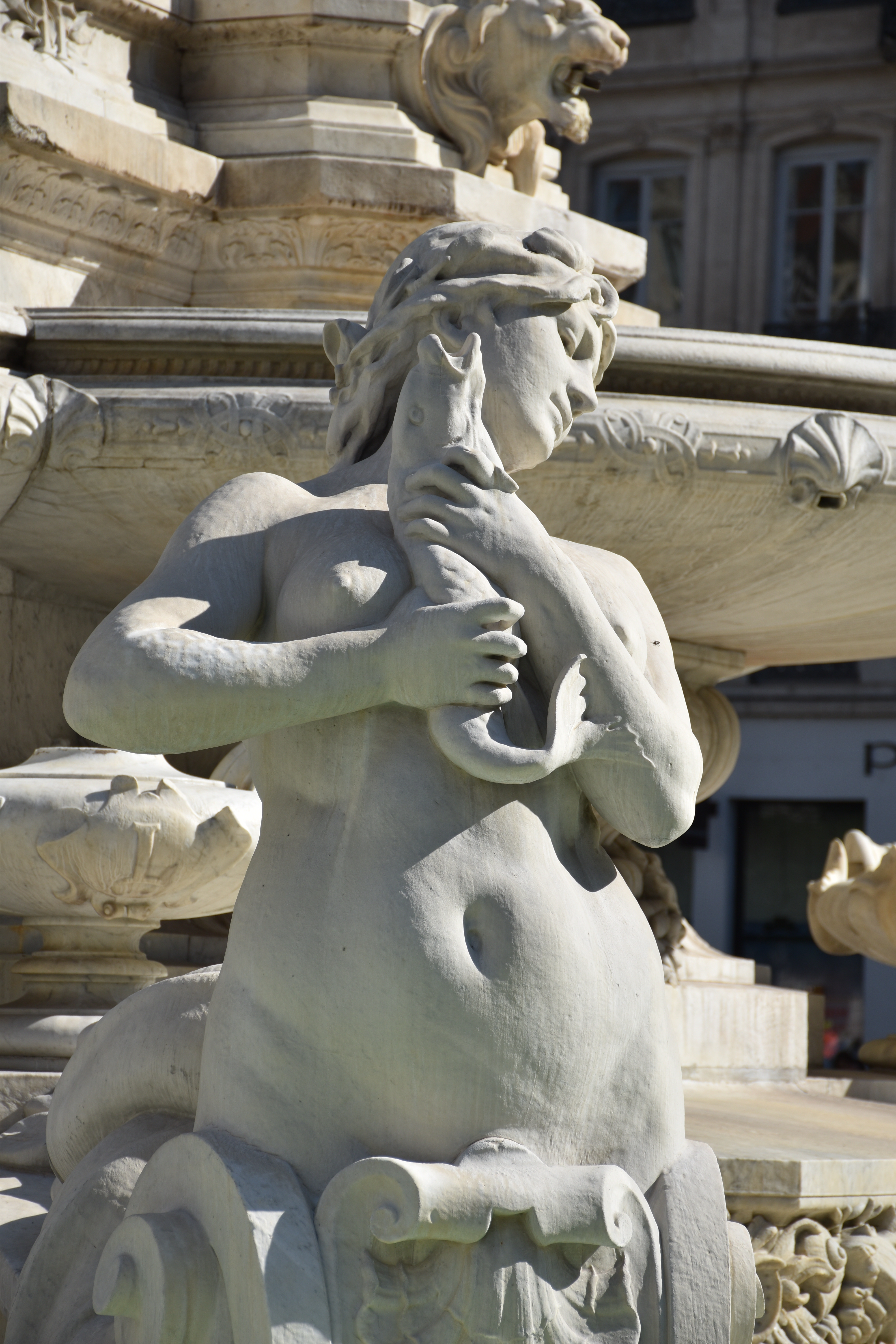
Sirène de la fontaine des Jacobins (1884), Lyon, place des Jacobins.
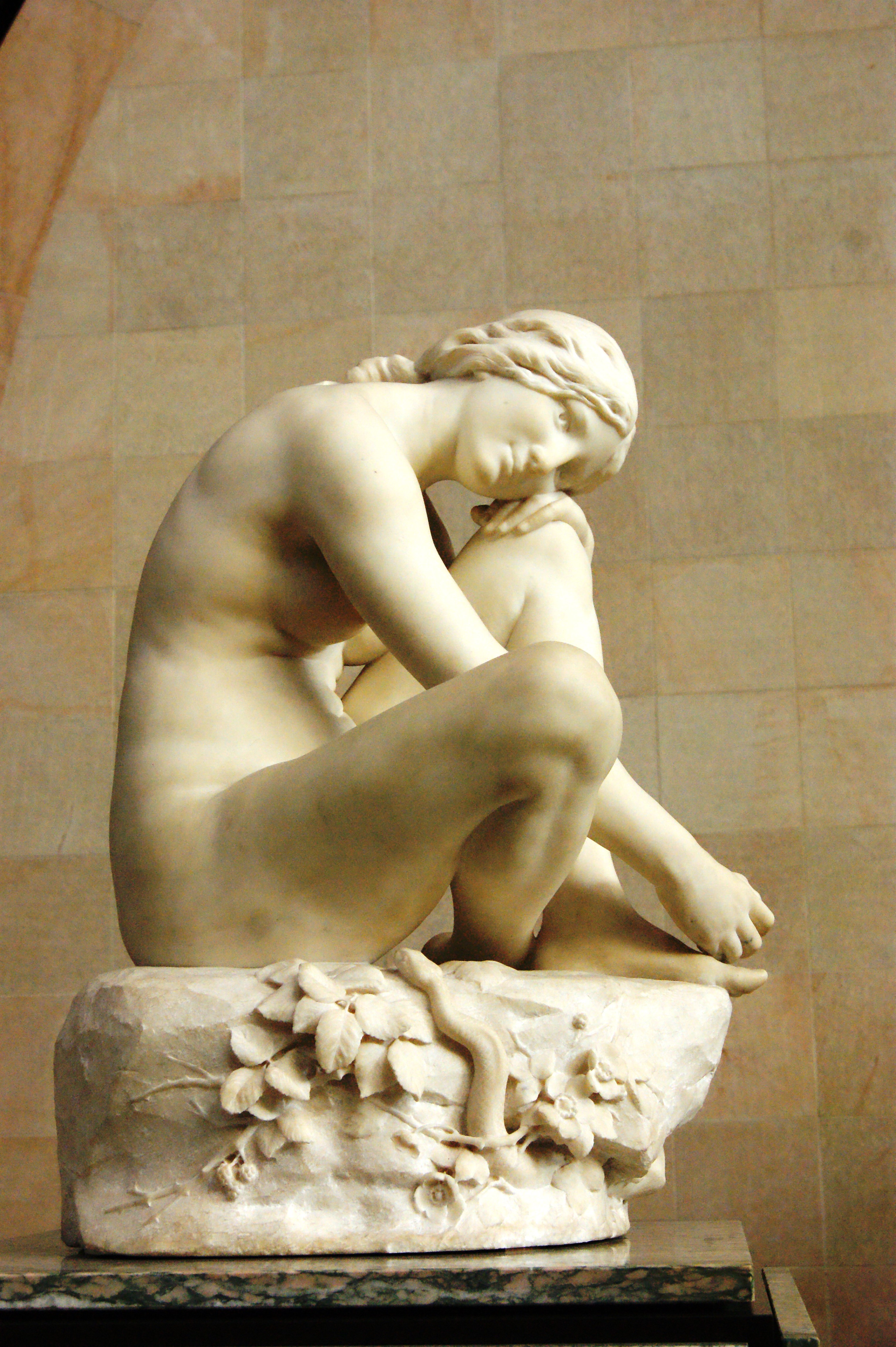
Ève avant le péché (vers 1891), Paris, musée d'Orsay.

## Élèves
- François-Raoul Larche (1860-1912), second prix de Rome en 1886.
- Gustave Obiols (né en 1858), médaille de troisième classe à l'Exposition universelle de 1900.

## Distinction
- Chevalier de l'ordre de Léopold (7 février 1879)[27].